# 4352 Kyoto
4352 Kyoto eller 1989 UW1 är en asteroid i huvudbältet, som upptäcktes den 29 oktober 1989 av den japanske amatörastronomen Atsushi Sugie i Dynic-observatoriet. Den är uppkallad efter den japanska staden Kyoto.
Asteroiden har en diameter på ungefär 11 kilometer.